# 2721 Vsekhsvyatskij
2721 Vsekhsvyatskij је астероид са средњом удаљеношћу од Сунца која износи 3,234 астрономских јединица (АЈ).
Апсолутна магнитуда астероида је 12,0.